# Bateria Ferretti

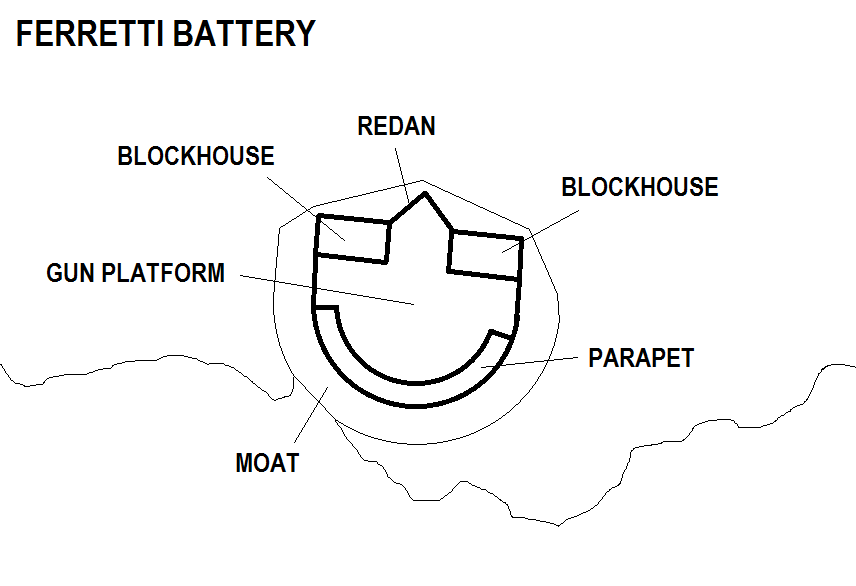
Plan baterii Ferretti

Bateria Ferretti (malt. Batterija ta’ Ferretti, ang. Ferretti Battery), znana też jako Bateria Qajjenza (malt. Batterija tal-Qajjenza, ang. Qajjenza Battery) lub Bateria Świętego Jerzego (malt. Batterija ta’ San Ġorġ, ang. Saint George’s Battery) jest to bateria artyleryjska w wiosce Qajjenza, w granicach Birżebbuġa na Malcie. Została zbudowana przez Zakon św. Jana w latach 1715–1716, jako jedna z serii fortyfikacji nadbrzeżnych dokoła wysp maltańskich. W obrębie murów baterii działa dziś restauracja, serwując dania śródziemnomorskie.

## Historia
Bateria Ferretti zbudowana została w latach 1715–1716 w ramach pierwszego programu Zakonu Maltańskiego budowy baterii nadbrzeżnych na Malcie. Była ona częścią łańcucha fortyfikacji, broniących Marsaxlokk Bay, w skład którego wchodziło też sześć innych baterii, duża wieża św. Lucjana, dwie małe wieże De Redina, cztery reduty i trzy entrenchments (umocnienia). Bateria została nazwana od imienia rycerza Zakonu Francesco Marii Ferrettiego, który podarował ponad 900 skudów na jej budowę.

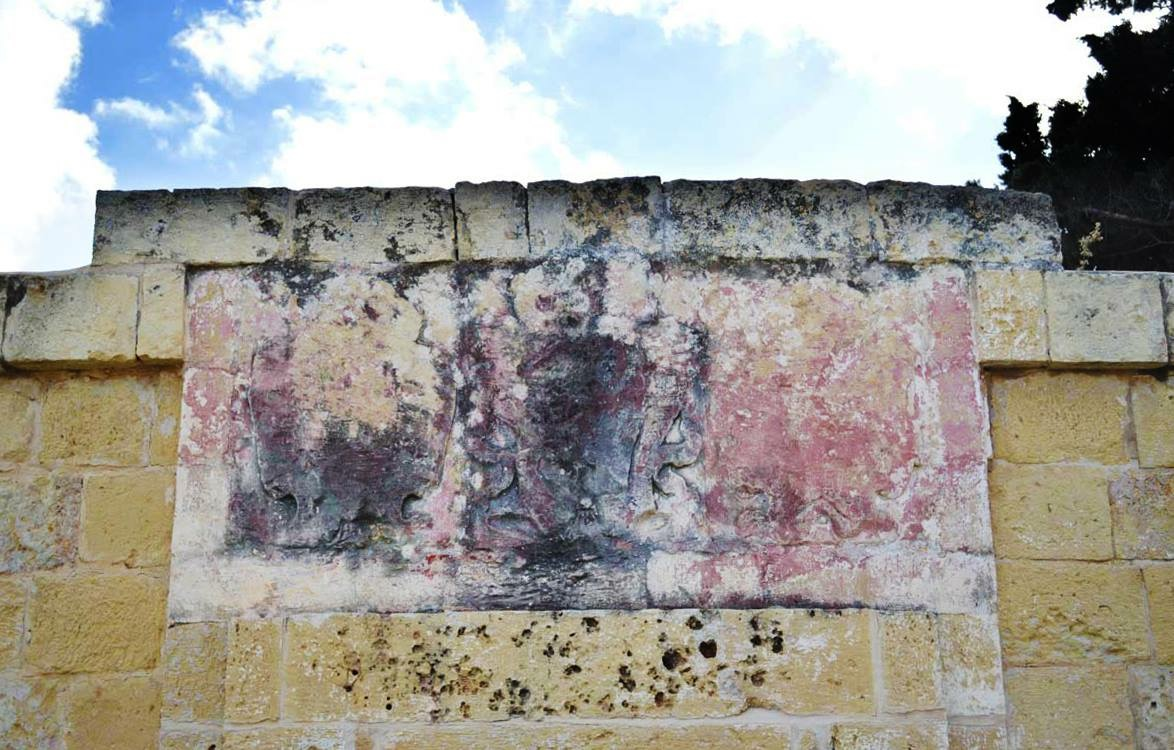
Zniszczone tarcze herbowe nad głównym wejściem do baterii

Bateria posiada półokrągłą platformę artyleryjską, z parapetem zawierającym osiem strzelnic. W gardzieli baterii znajdują się dwa blokhauzy, połączone redanem, wszystkie te budynki posiadają otwory strzelnicze dla muszkieterów. W redanie znajduje się też główne wejście do baterii, zwieńczone trzema tarczami herbowymi, dziś zniszczonymi. Bateria była pierwotnie otoczona przez płytki, wykuty w skale, suchy rów.
Bateria została wycofana z użytku wojskowego w XIX wieku, później przekształcono ją w letnią rezydencję oraz przechowalnię łodzi. Parapet ze strzelnicami został zburzony, zaś rów obronny przekształcono w fosę, wypełnioną wodą morską. Wokół baterii zbudowany został wysoki falochron.

## Współcześnie

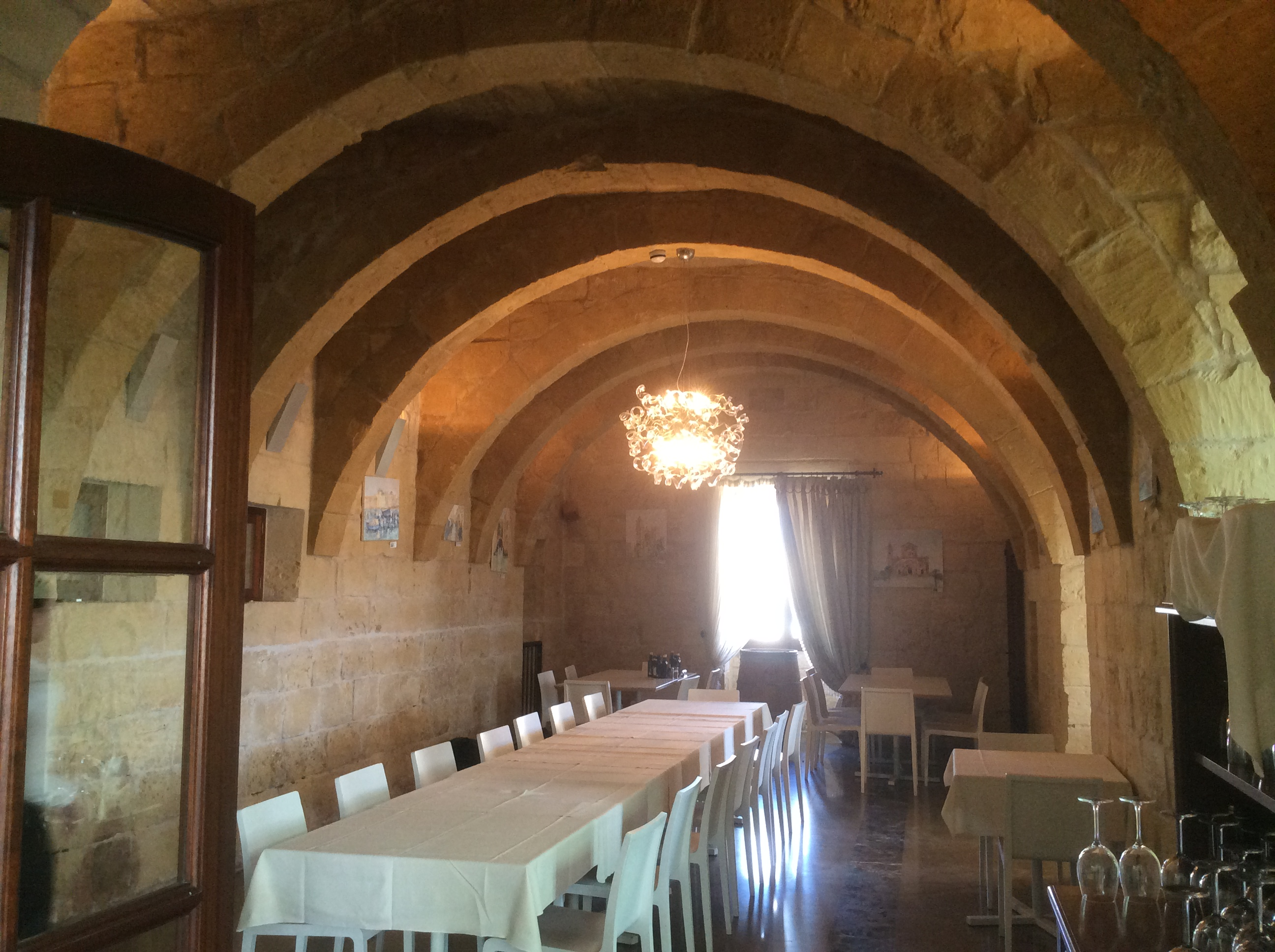
Wnętrze restauracji

Dziś w baterii znajduje się restauracja, nazwana Ferretti, po fundatorze budowy baterii. Restauracja serwuje typowe dania kuchni śródziemnomorskiej, i jest jedną z najpopularniejszych restauracji na południu Malty.
Sama budowla jest w dobrym stanie zachowania. Niektóre ze zniszczonych otworów strzelniczych zostały odtworzone, i mimo kilku współczesnych przeróbek, budowla zachowała większość swoich cech.
Bateria wpisana jest na listę National Inventory of the Cultural Property of the Maltese Islands pod nr 1408.

## Galeria

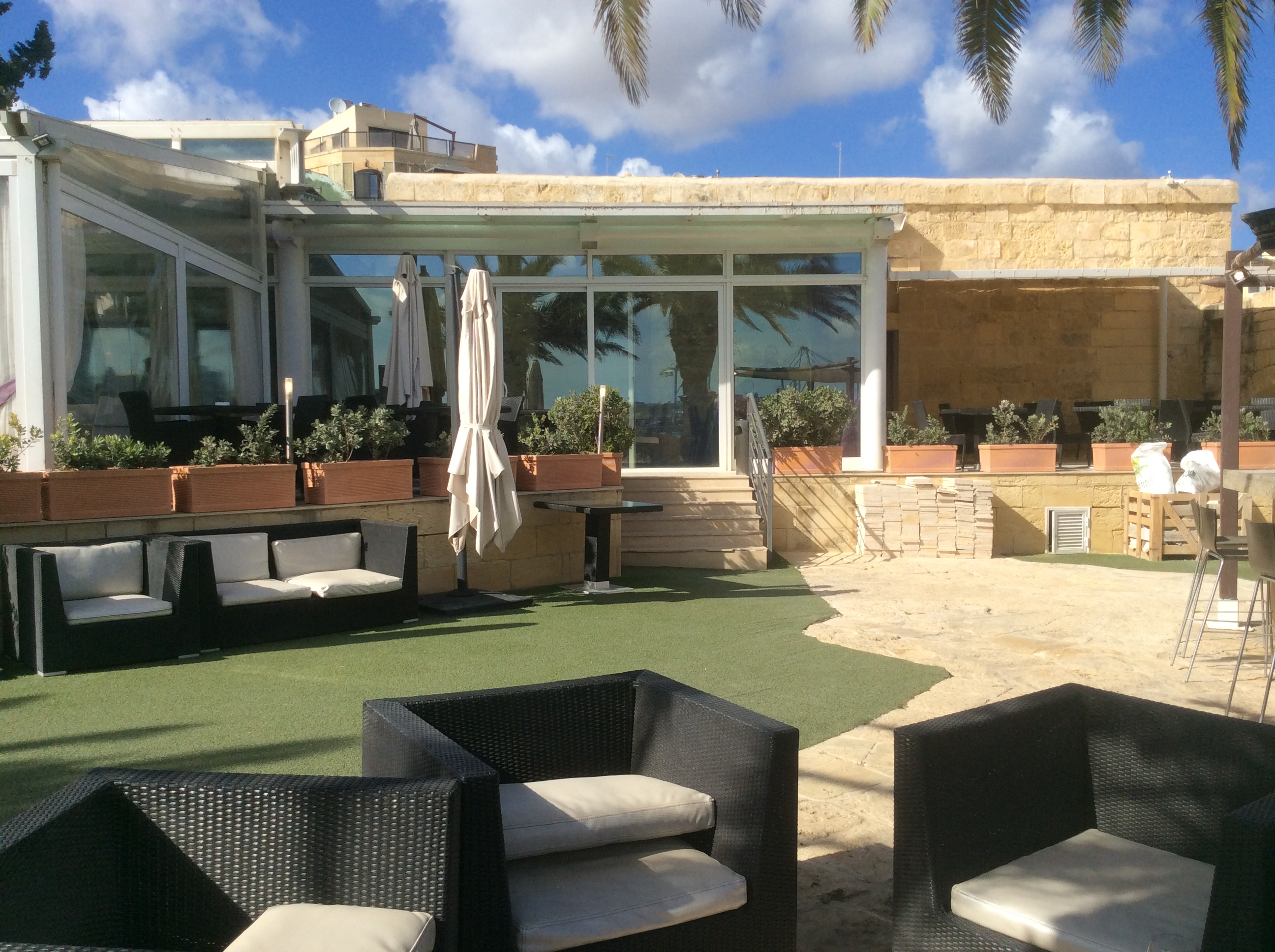
Platforma artyleryjska mieści dziś taras restauracji.
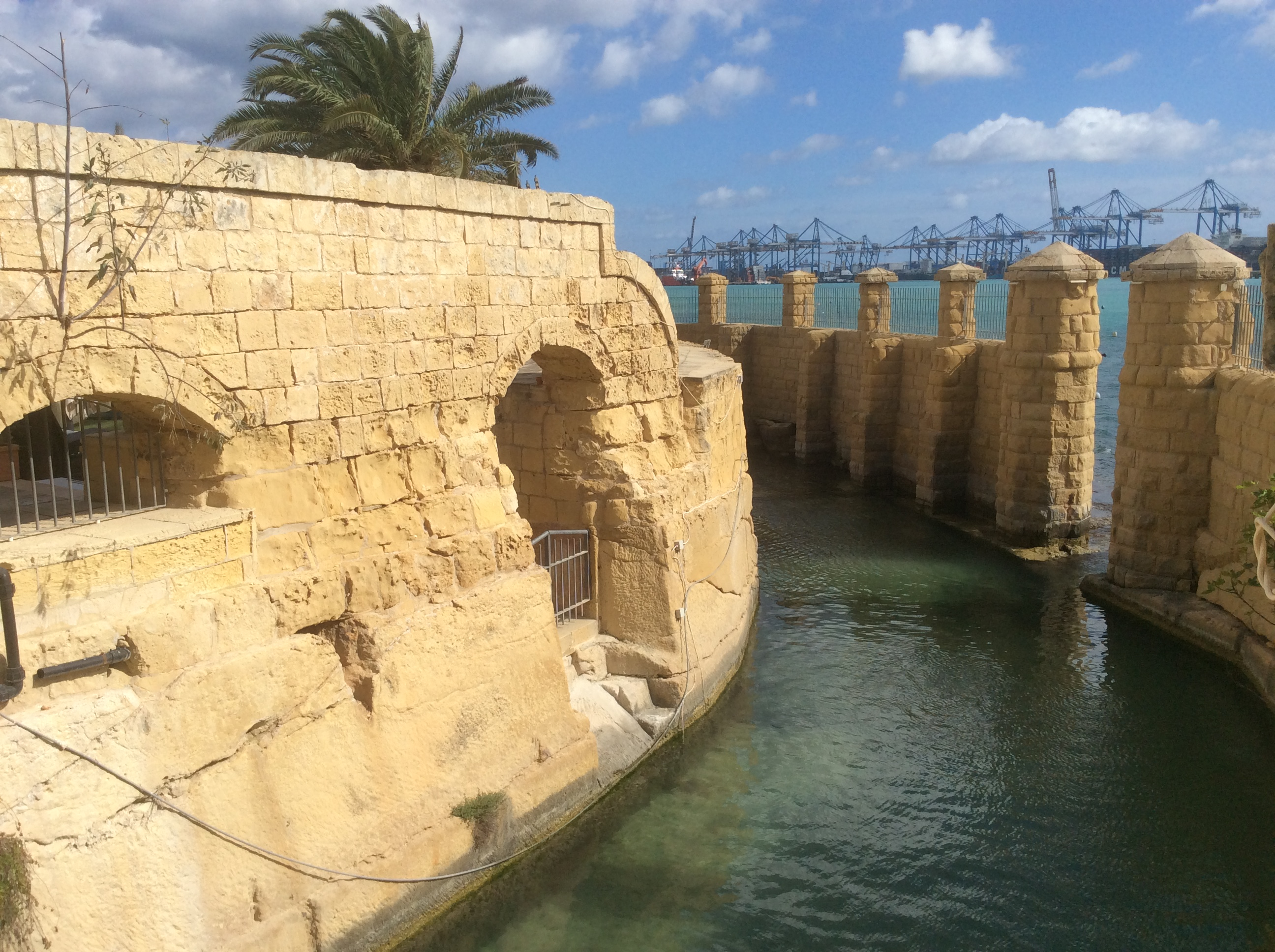
Fosa i falochron.
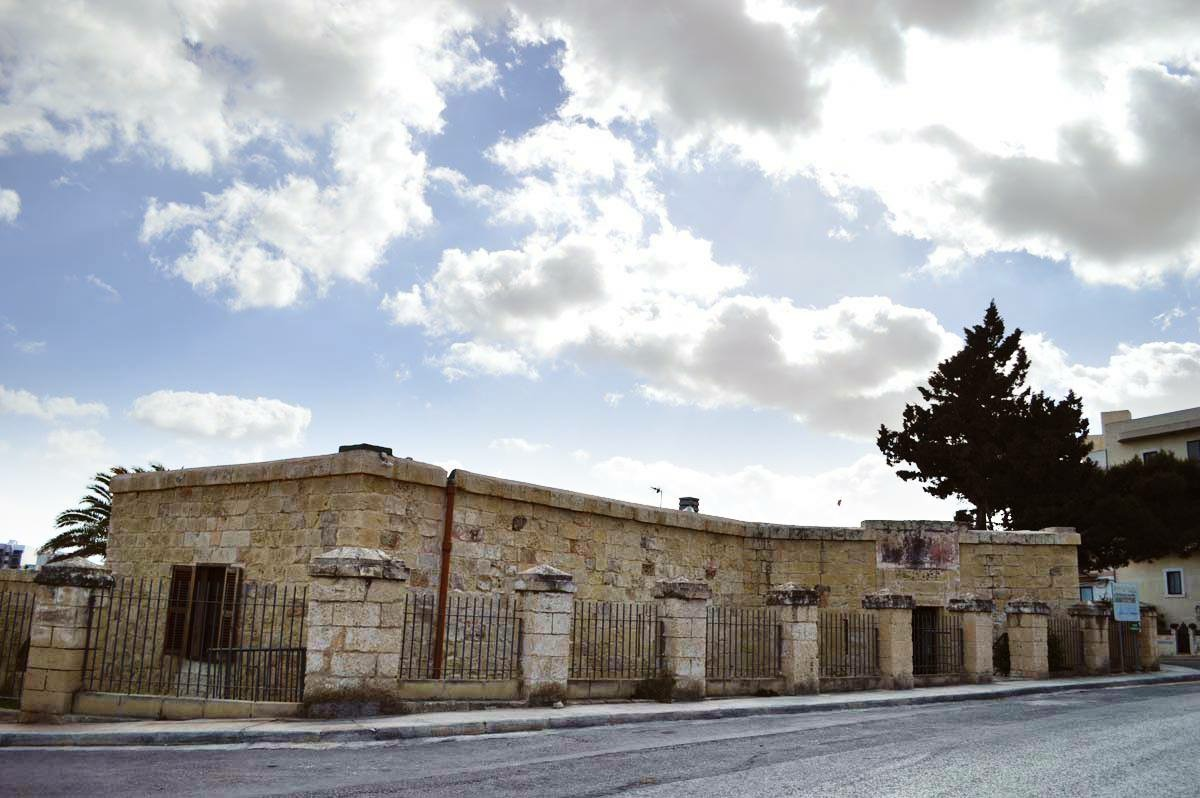
Blokhauz i redan.
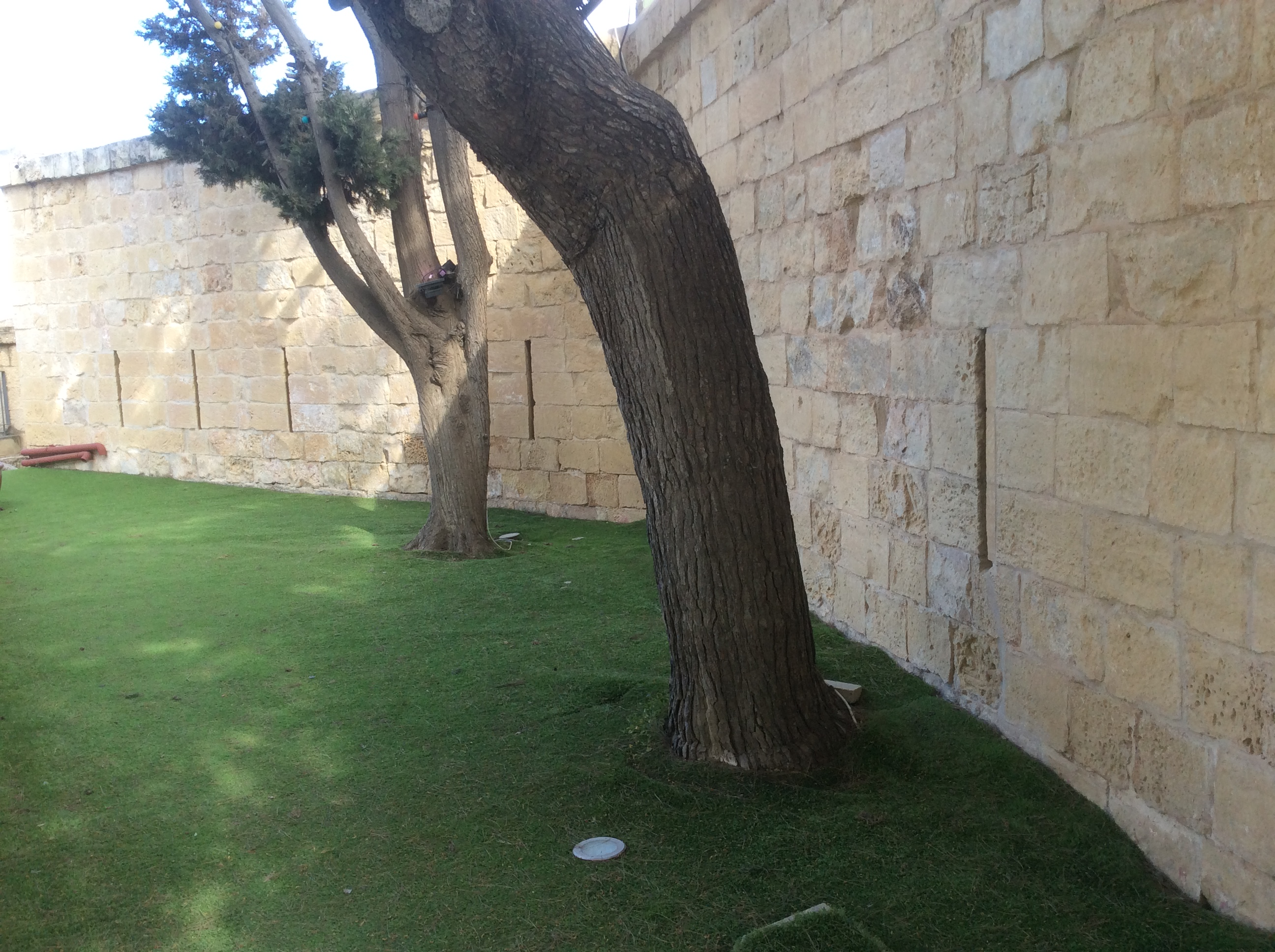
Otwory strzelnicze dla muszkieterów.
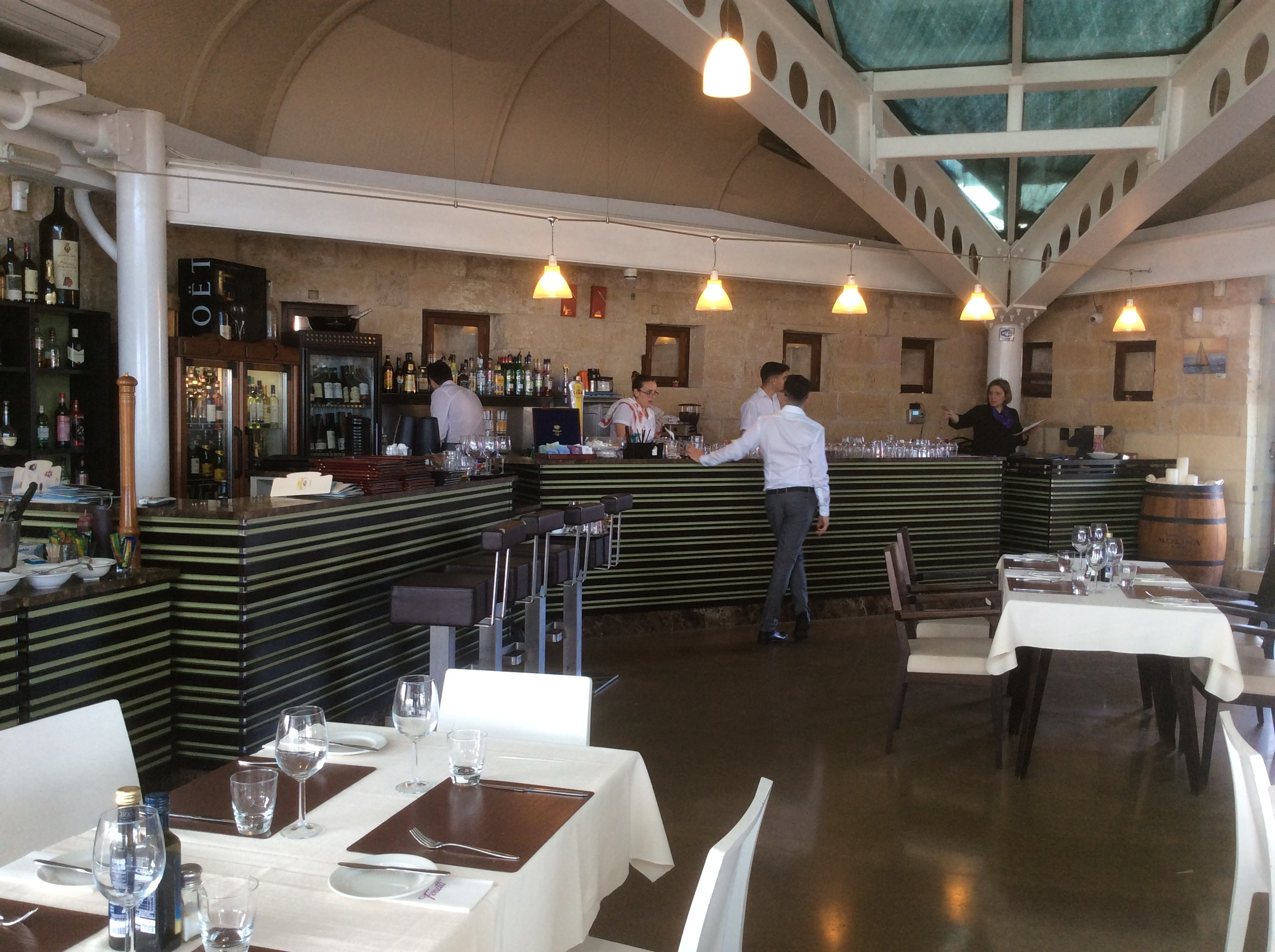
Wnętrze restauracji z otworami strzelniczymi dla muszkieterów wykorzystanymi jako małe okna.
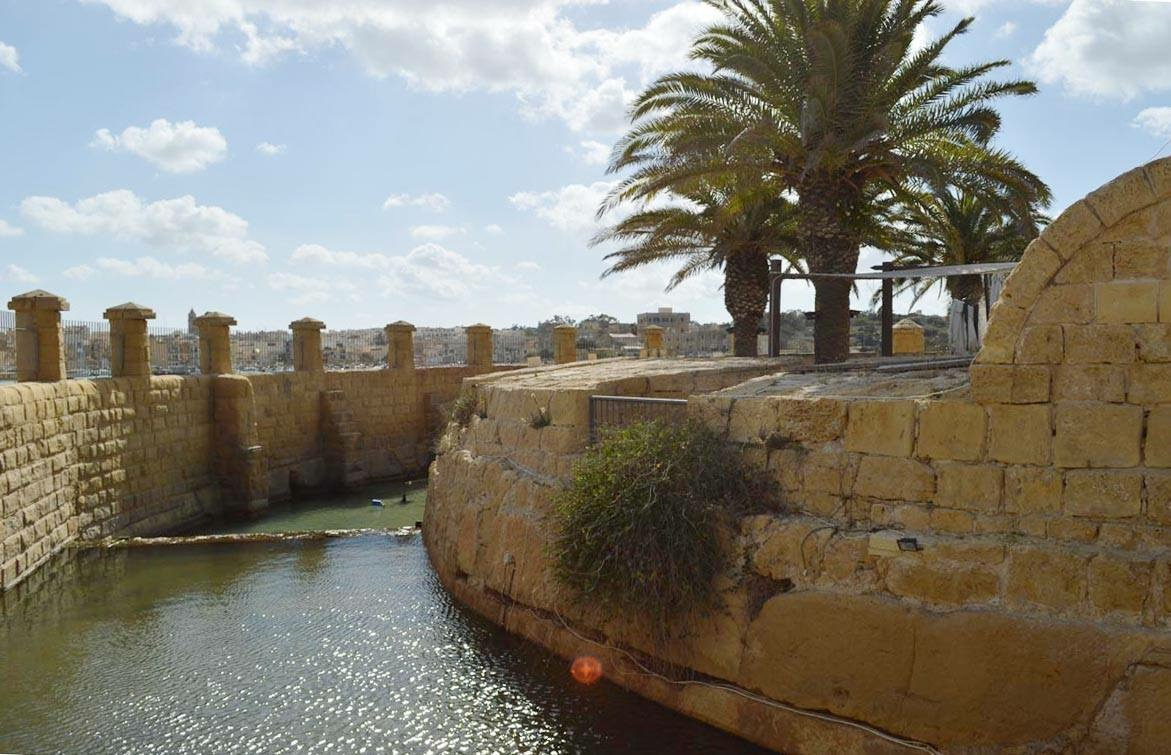
Fosa.
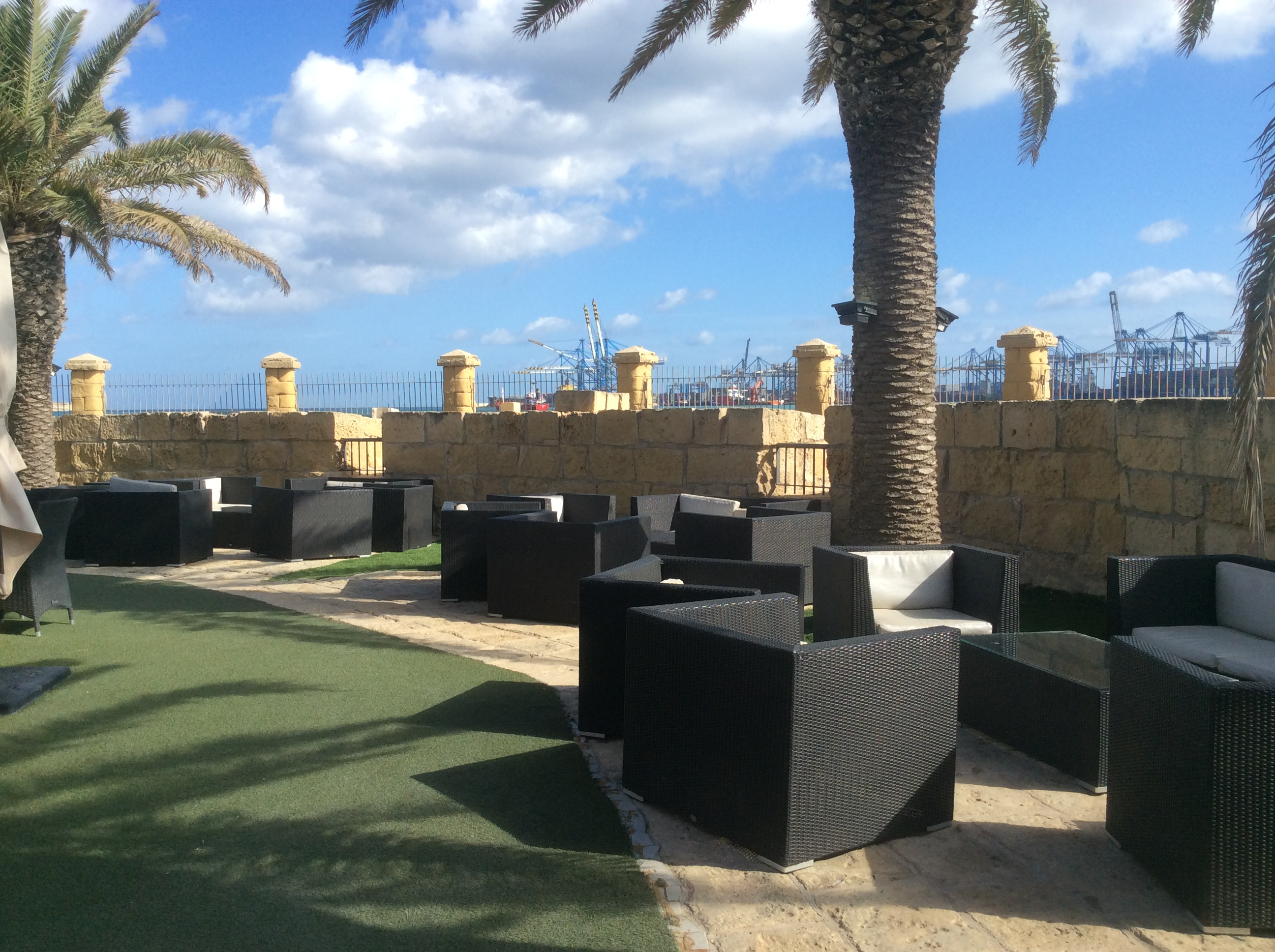
Platforma artyleryjska i parapet ze strzelnicami.
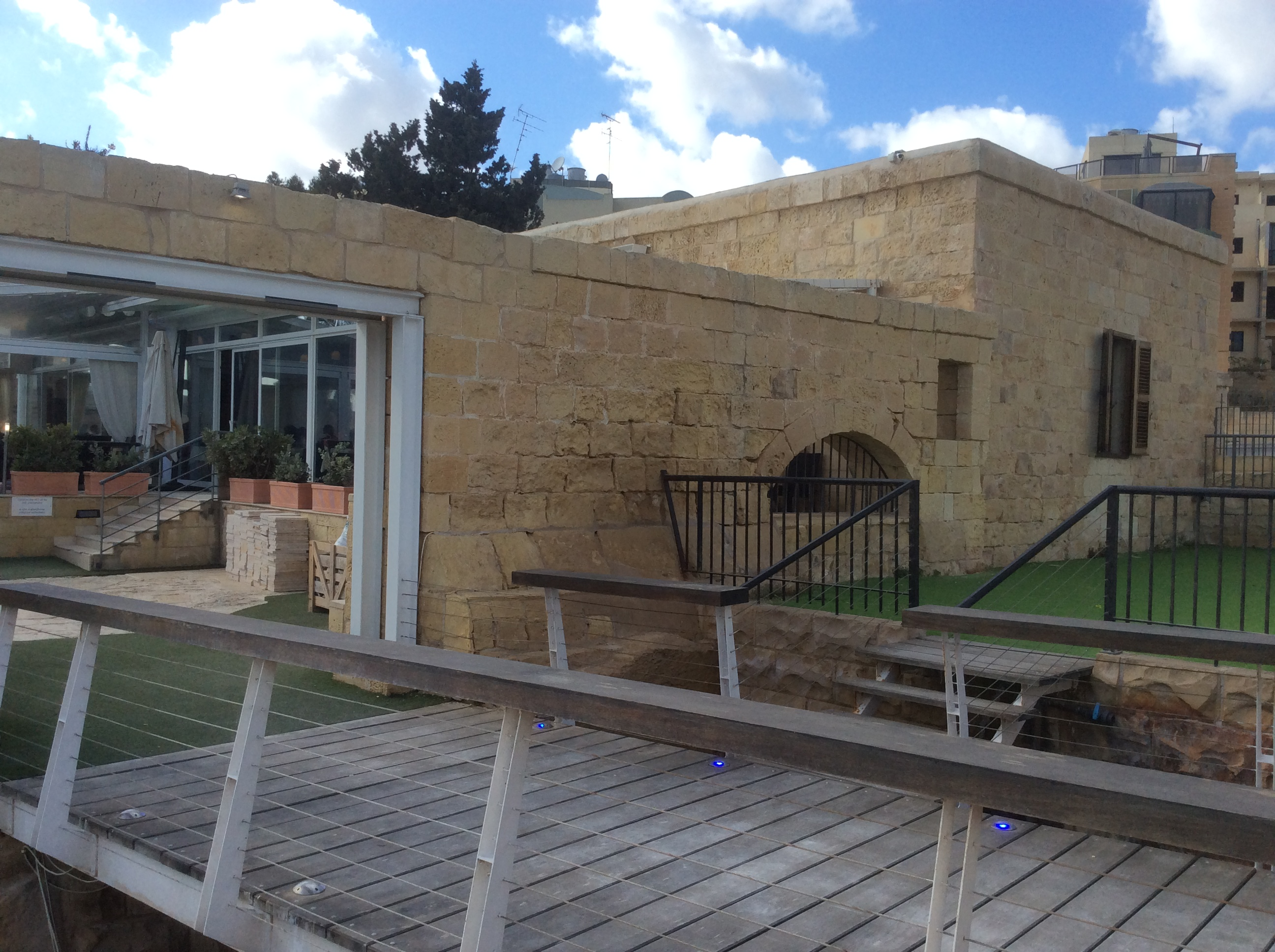
Współczesne wejście do restauracji.
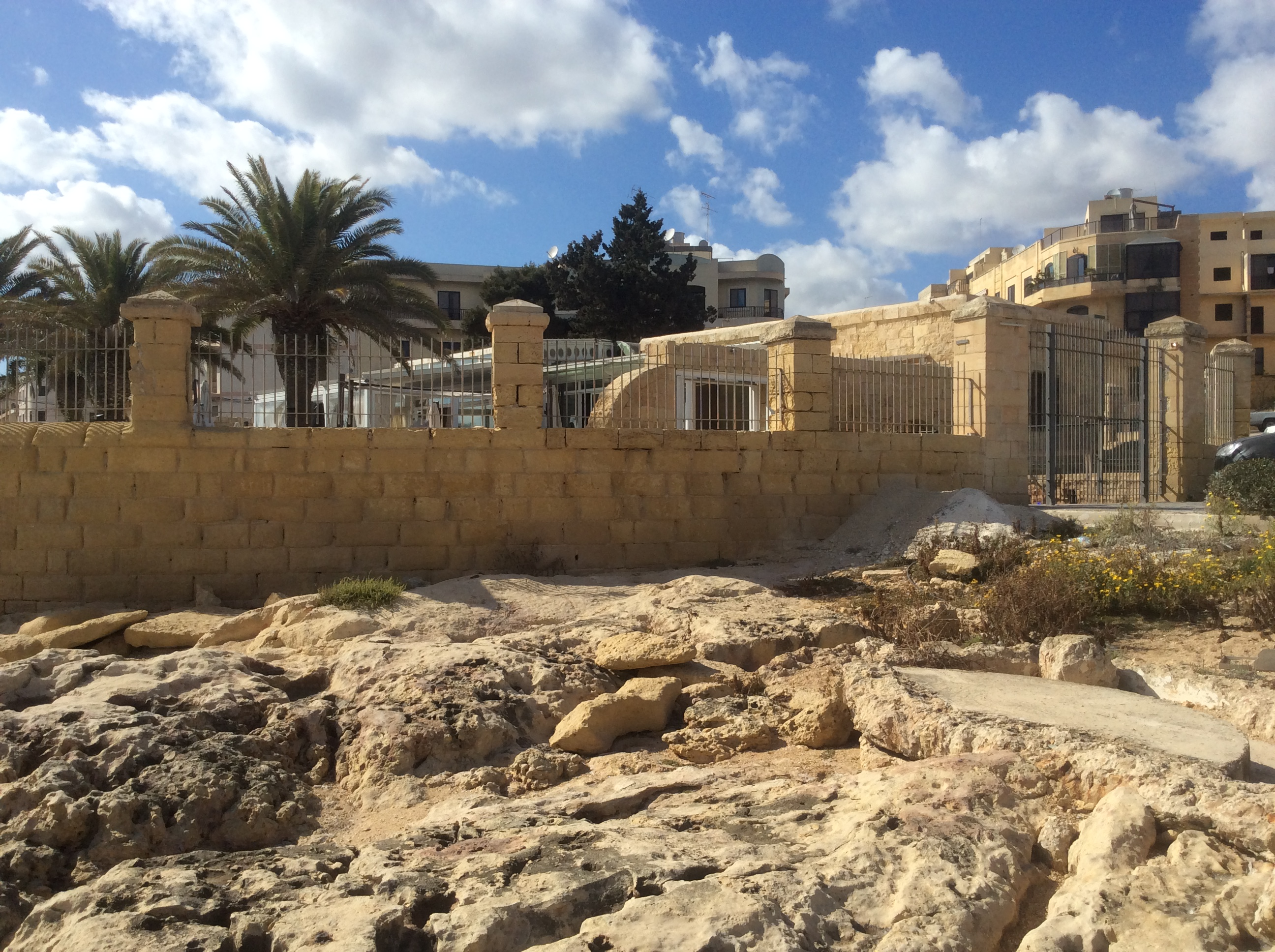
Falochron z baterią w tle.
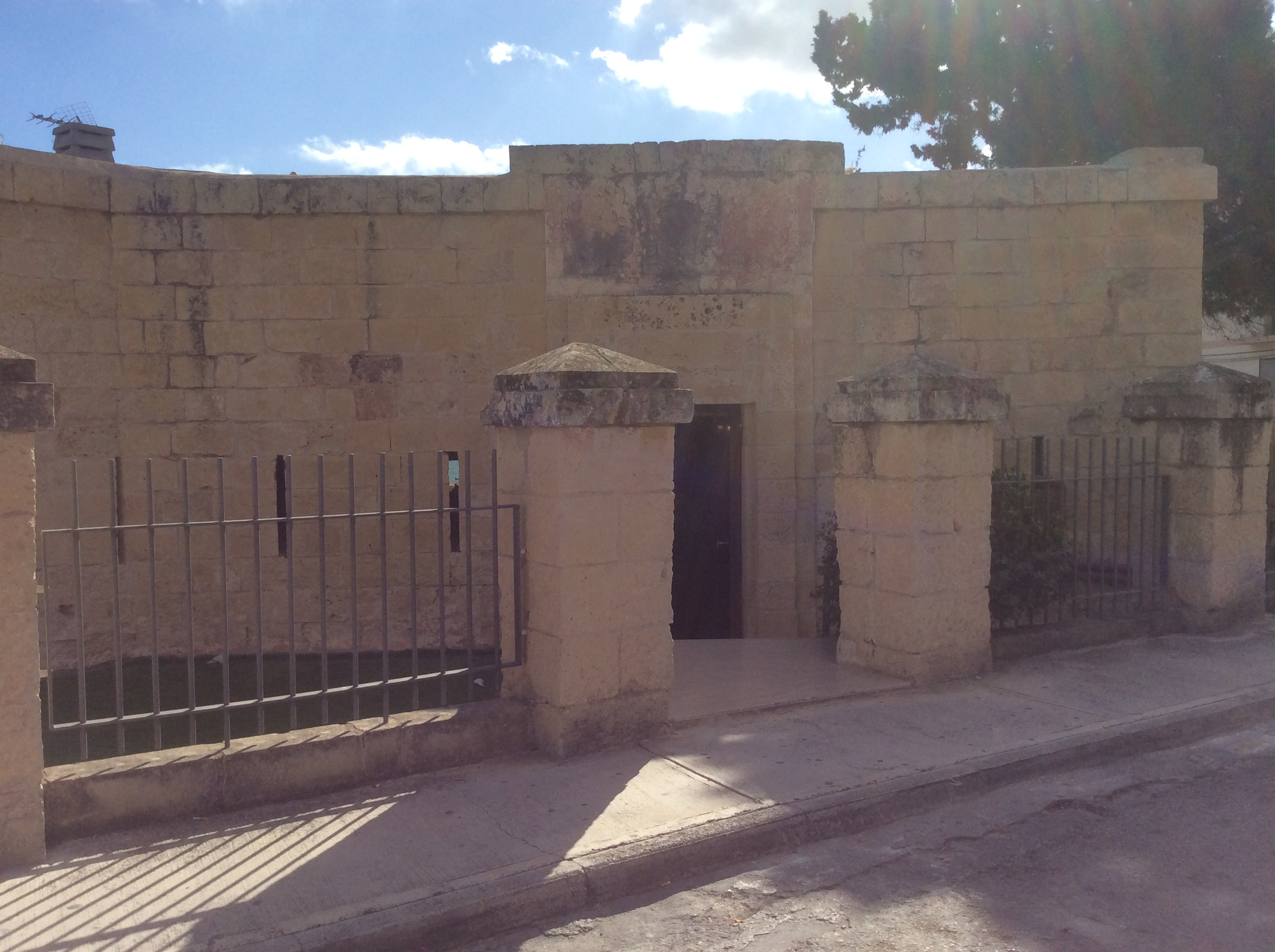
Pierwotne wejście do baterii.